# Subartu
A terra de Subartu (em acádio: Šubartum/Subartum/ina Šú-ba-ri; em assírio: mât Šubarri) ou Subar (em sumério: Su-bir4/Subar/Šubur) foi uma pequena cidade-estado na Alta Mesopotâmia, ao longo do rio Tigre, fundada na Idade do Cobre. 
Algumas fontes indicam que este foi um nome anterior para a região da Assíria dado pelos sumérios e acádios, embora provavelmente tenha sido habitada por hurritas.
Com o passar do tempo, a região aparentemente foi sendo incorporada pela ascensão da cidade-estado de Assur, primeira capital assíria.